# Pomnik Friedricha Ludwiga Jahna w Berlinie
Pomnik Friedricha Ludwiga Jahna w Berlinie – pomnik niemieckiego teoretyka gimnastyki i propagatora ćwiczeń gimnastycznych Friedricha Ludwiga Jahna, uznawanego za „Ojca” (niem. Turnvater Jahn) gimnastyki sportowej, usytuowany w stolicy Niemiec i zarazem kraju związkowym Berlinie, w dzielnicy Neukölln (ówcześnie Rixdorf).

## Opis
Wmurowanie kamienia węgielnego pod budowę pomnika miało miejsce 10 sierpnia 1861 roku, podczas drugiego „Niemieckiego Święta Gimnastyki” w Hasenheide. W 1857 roku berlińskie towarzystwo gimnastyczne „Gut Heil” i  „Eiselenschen” wezwały do postawienia pomnika, a dwa lata później Berliner Turnrath założył komitet do spraw budowy monumentu pod przewodnictwem generała Ernsta von Pfuela. W 1866 roku odbył się konkurs na najlepszy projekt pomnika. Zwycięzcą został nieznany wówczas rzeźbiarz Erdmann Encke. Jego projekt został zrealizowany na podstawie portretu z 1846 roku, użytego jako szablon głowy Jahna, wykonanego przez portrecistę Georga Engelbacha. Odlewnia brązu Hermanna Gladenbecka podjęła się produkcji. Pomnik został odsłonięty 10 sierpnia 1872 roku przez Niemieckie Towarzystwo Gimnastyczne. Koszty ponieśli głównie sami gimnastycy, a magistrat Berlina wniósł tylko niewielki wkład. Natomiast kluby gimnastyczne z całego świata, także z Niemiec, przesłały do Berlina 139 kamieni różnej wielkości z napisami i bez napisów. Kamienie te zostały użyte przy budowie pomnika. Sam posąg wykonany jest z brązu i pierwotnie stał około 100 metrów na północ od obecnej lokalizacji. Na Igrzyska Olimpijskie w 1936 roku pomnik został przeniesiony w obecne miejsce na niewielkie wzgórze na terenie parku Hasenheide.